# Chicksugur, Raichur
Chicksugur là một làng thuộc tehsil Raichur, huyện Raichur, bang Karnataka, Ấn Độ.